# MULTIPROM
MULTIPROM este un sistem modular specializat în procese industriale. Acesta este centrat în jurul magistralei universale cu același nume, de tip AMS-M. Mobilitatea în configurare a acestor sisteme permite utilizarea lor în cele mai diverse aplicații.
Pentru MULTIPROM au fost proiectate și fabricate un număr însemnat de module. De asemenea, s-a realizat și o bibliotecă de programe, ce conține:
- monitoare (cu posibilitatea funcționării în timp real, multiuser, gestionează memoria și perifericele)
- compilatoare și interpretoare (BASIC, PL/M, COBOL, FORTRAN, Pascal)
- macroasambloare (Z80, Z8000, ASM 80, ASM 86)
- programe utilitare (editoare de texte și documentație, manipulatoare de fișiere, calculatoare, programe de gestiune etc.)
- programe pentru aplicații specifice (baze de date, programe de test, colectoare de date care realizează și prelucrarea lor, simulatoare de proces, protocoale de comunicații etc.)

MULTIPROM a fost folosit în special în sistemul de dispecerizare a traficului la metroul bucureștean.

## Module

### Unități centrale
- calculator cu microprocesor 8086, 16 kB EPROM, 4 kB RAM, 8 niveluri de întreruperi, un canal de comunicație serială, ceas în timp de real programabil
- calculator cu microprocesor 8080, 8 kB EPROM, 2 kB RAM, 8 niveluri de întreruperi, două canale de comunicație serială, ceas în timp de real programabil
- calculator cu microprocesor Z80, 8 kB EPROM, 2 kB RAM, 8 niveluri de întreruperi, un canal de comunicație serială, ceas în timp de real programabil și posibilitatea de gestionare a memoriei.

### Memorie
- RAM-CMOS de 16 kB având alimentare de rezervă cu baterie și acces biport
- mixtă (EPROM de 8 kB și RAM-CMOS de 8 kB) dispunând de două canale pentru comunicație serială, ceas în timp real programabil și posibilitatea de acces din magistrala rezidentă.
- DRAM de 64 kB având control al parității accesului biport și posibilitatea de acces din magistrala rezidentă sau cea sistem
- EPROM de 32 kB având posibilitatea de acces din magistrala rezidentă sau cea sistem.

### Intrări analogice și numerice
- interfață pentru intrări/ieșiri numerice cu 24 intrări și 48 ieșiri de 200 mA la tensiuni de 24 V
- interfață pentru intrări/ieșiri numerice cu 72 linii programabile de intrare sau ieșire și nivel TTL
- intrări numerice pe 16 canale cu tensiuni între 18 și 30 V c.c. pentru „1” logic și între 3 și 5 V c.c. pentru „0” logic
- ieșiri numerice pe 16 canale de tip contact cu releu, care lucrează la tensiunea de 5 V
- ieșiri analogice pe 3 canale având o rezoluție de ½ⁿ
- convertor analogic/numeric cu 8 până la 16 canale având ieșirea pe 12 biți și patru game de tensiune la intrare: 0 – 5 V, 0 – 10 V, -5 – +5 V, -10 – +10 V
- convertor numeric/analogic cu 4 canale având intrarea pe 12 biți și ieșirea în trei game de tensiune (0 – 10 V, -5 – +5 V, -10 – +10 V) și o gamă de curent (4 – 20 mA)
- multiplexor static cu 32 canale și opțiuni de filtrare și de intrare/ieșire în tensiune sau curent
- modul pentru intrări analogice cu 16 intrări simple sau 8 intrări diferențiale, având timpul de conversie de 3 – 4 ms și ieșire pe 10 biți
- modul pentru intrări numerice cu 24 intrări și izolare prin optocuploare
- modul pentru ieșiri analogice cu 4 ieșiri și intrare pe 10 biți
- modul pentru ieșiri numerice cu 12 ieșiri izolate prin optocuploare

### Interfața cu periferice generale
- cu unitate de disc flexibil (discuri cu simplă/dublă densitate), pe două canale, cu transfer prin DMA
- cu unitate de casetă magnetică, pe două canale și cu transfer prin DMA

### Interfața cu operatorul de proces
- interfața pentru consola grafică (display color)
- interfața pentru afișajul pe tub catodic (24 × 32 sau 6 × 16 caractere) și lucrul cu tastatura (172 taste)

### Interfața cu magistrale seriale
- interfețe master sau slave pentru magistralele tip SDC 2050 cu transmisiune la 250 kBaud
- interfață pentru magistrala Proway
- interfață HDLC/SDLC
- interfață IEEE625
- interfață pentru periferice seriale, pe 6 canale cu protocol de transmisiune RS232C
- procesor de comunicații pe 8 canale cu protocoale de bit și de cuvânt
- modem cu cablu coaxial sau 2/4 fire, ultimul de tip CCITT V21, cu comunicație asincronă la viteze între 600 și 1.200 bps
- cuplor pentru cablu coaxial pe 2 canale seriale a câte 500 kbps, cu protocol de transmisiune HDLC/SDLC, transfer prin DMA și interfață cu magistrala sistem

### Comanda numerică a mașinilor-unelte
- comandă axă mașini, care funcționează la 10 V c.c. cu o rezoluție de un micron
- traductor incremental, liniar sau rotativ, cu o rezoluție de un micron
- traductor inductosyn, pe trei canale, cu o rezoluție de un micron
- comandă mașini-unelte, pe trei canale, ieșirea la ± 10 V și 10 mA și intrarea pe 12 biți cu semn.